# Alex Schwazer
Alex Schwazer, född 26 december 1984 i Sterzing, Italien, är en italiensk friidrottare (gångare).
Schwazers första mästerskap var VM i Helsingfors 2005 då han blev bronsmedaljör på 50 km gång på tiden 3:41.54. Han deltog även vid VM i Osaka där han återigen blev bronsmedaljör på 50 km gång, denna gång på tiden 3:44.38. Vid samma mästerskap deltog han även på den kortare distansen 20 km gång men slutade där på en nionde plats. 
Vid Olympiska sommarspelen 2008 blev han olympisk guldmedaljör efter att ha kommit i mål på tiden 3:37.09.
Schwazers personliga rekord på 50 km gång är från 2007 och lyder på 3:36.04.